# Ousmane Dembélé
Ousmane Dembélé   (Vernon, 15 de maig de 1997) és un futbolista professional francès que juga com a davanter pel Paris Saint-Germain FC de la Ligue 1 i per la selecció francesa.
Dembélé va començar la seva carrera al Stade Rennais FC abans de fitxar pel Borussia Dortmund el 2016. Hi guanyaria la Copa d'Alemanya la temporada 2016-17, essent autor d'un gol a la final. Un any més tard, fou venut al FC Barcelona per un import inicial de 105 milions d'euros, cosa que en feia el segon més car de la història del club i un dels fitxatges més cars de la història del futbol. Dembélé guanyaria posteriorment la primera divisió i la Copa del Rei en una complicada temporada de debut a Espanya.
Pel que fa a la selecció francesa, després de 20 aparicions i cinc gols a nivell inferior, Dembélé faria el seu debut internacional absolut amb la selecció francesa el 2016. Seria inclòs en l'equip per a disputar la Copa Mundial de Futbol de 2018, on es coronària com a campió, si bé amb una curta participació a causa d'una lesió.

## Carrera de club

### Rennes
Dembélé va debutar com a sènior per l'equip filial de l'Stade Rennais al Championnat de France Amateur, el 6 de setembre de 2014, entrant al minut 78 en substitució de Zana Allée. Es va entendre perfectament amb el seu company Ambroise Gboho per assistir Alseny Kourouma al segon gol d'una victòria per 2–0 a casa contra el filial del rival bretó EA Guingamp.
El 9 de novembre, va marcar el seu primer gol, novament sortint des de la banqueta, en un partit a l'Stade de la Piverdière, aquest cop contra el filial del Laval. Va totalitzar 13 gols en 18 partits la seva primera temporada, inclòs un hat-trick el 16 de maig de 2015 en una golejada per 6–1 contra l'Hérouville.

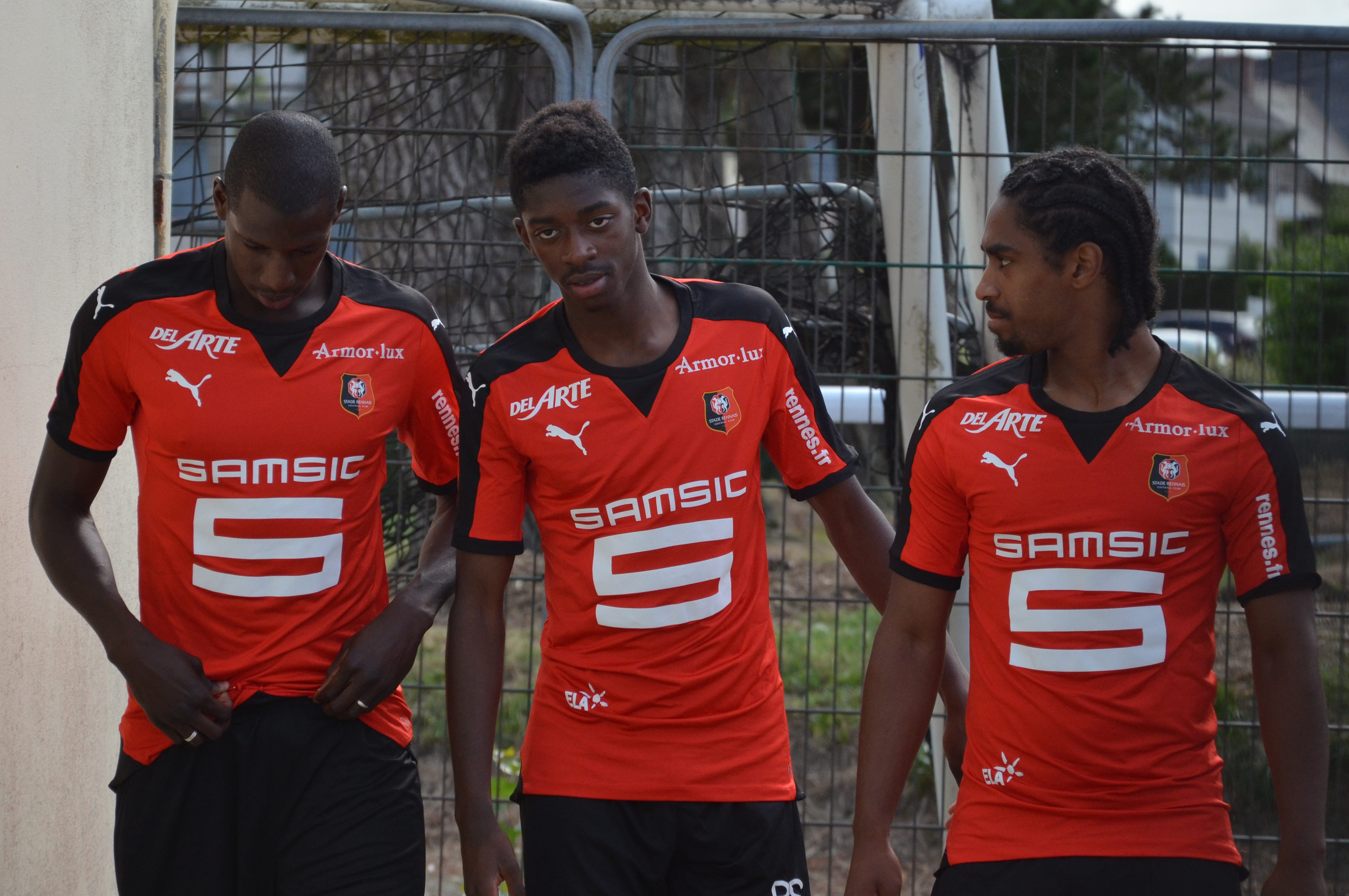
Ousmane Dembélé (al mig), amb Abdoulaye Doucouré (a l'esquerra) i Wesley Saïd (a la dreta), tots tres amb l'Stade Rennais.

El 6 de setembre de 2015, Dembélé va debutar com a professional amb el primer equip del Rennes a la Ligue 1 contra l'Angers SCO, en substitució de Kamil Grosicki pels darrers 5 minuts del partit.
El 22 de novembre de 2015, Dembélé va marcar el seu primer gol pel primer equip a la Ligue 1, contra el Bordeus, el primer d'un partit que acabà en empat 2–2 a Roazhon Park. El 9 de gener de 2016, va marcar el primer pels Les Rouges et Noirs per la remuntada des d'un 0–2 a un empat 2–2 contra els rivals regionals del FC Lorient a casa. El 6 de març, Dembélé va marcar el seu primer hat-trick en una victòria per 4–1 contra el FC Nantes al derbi bretó.

### Borussia Dortmund
El 12 de maig de 2016, Dembélé va signar contracte per cinc anys amb el Borussia Dortmund, efectiu a partir de l'1 de juliol. El 14 d'agost de 2016, Dembélé hi va debutar, en una derrota per 2–0 contra l'FC Bayern de Múnic a la DFL-Supercup.
Dembélé va marcar el seu primer gol per Die Borussen, el 20 de setembre de 2016, en un partit de Bundesliga contra el VfL Wolfsburg. El Dortmund va guanyar per 5–1 al seu estadi, el Volkswagen Arena.
El 22 de novembre de 2016, va marcar el seu primer gol en Lliga de Campions de la UEFA en la golejada contra el Legia Varsòvia per 8–4 a la fase de grups. Dembélé va marcar el seu següent gol en Champions League contra l'AS Monaco a la primera volta de quarts de final, el 12 d'abril de 2017, tot i que el Dortmund va perdre el partit per 2–3 al Signal Iduna Park.
El 26 d'abril de 2017, va marcar el gol de la victòria contra l'FC Bayern de Múnic a les semifinals de la DFB-Pokal. El Dortmund va guanyar el partit per 3–2 contra els seus arxirivals, i va assolir la final.
El 27 de maig de 2017, Dembélé va marcar el primer gol en una victòria per 2–1 que va permetre el Dortmund obtenir el seu primer gran títol en cinc anys, en guanyar la final de la DFB-Pokal 2017 contra l'Eintracht Frankfurt. Dembélé fou a més a més triat millor jugador del partit.
Al final de la temporada, Dembélé fou inclòs a l'Equip de la Temporada a la Bundesliga Team i obtingué també el premi al millor debutant de la temporada a la Bundesliga.

### FC Barcelona

#### Temporada 2017-2018
El 25 d'agost de 2017, el FC Barcelona va fer oficial el fitxatge de Dembélé per 105 milions d'euros, més variables, condicionat a la revisió mèdica de 28 d'agost. El jugador va signar, el 28 d'agost, un contracte per cinc anys amb una clàusula de rescissió de 400 milions. D'aquesta manera, el fitxatge seria el segon més car de la història, en segon lloc després del de Neymar. El Stade Rennais FC rebria uns 20 milions d'euros del Borussia Dortmund en concepte de drets de formació. El setembre de 2017 es confirmà que lluiria la samarreta amb el dorsal 11, la que havia deixat lliure Neymar Jr.
Dembélé va debutar el 9 de setembre, entrant com a suplent al minut 68 en substitució de Gerard Deulofeu en un Derbi barceloní guanyat 5 a 0 contra el RCD Espanyol al Camp Nou, i en el qual va fer l'assistència del gol final de Luis Suárez. El 12 de setembre, Dembélé va debutar a la Champions League amb el Barça, en un partit guanyat contra la Juventus FC per 3–0 a casa. El 16 de setembre jugà el seu primer partit de lliga com a titular, al camp del Getafe CF, però es va lesionar al minut 24, i va haver de ser substituït per Deulofeu. L'endemà es va confirmar la gravetat de la lesió: un trencament del tendó del bíceps femoral de la cuixa esquerra, que el tindria de baixa un temps estimat d'entre tres i quatre mesos. El 19 de setembre va ser operat reeixidament d'aquesta lesió, un trencament del tendó del bíceps femoral de la cuixa esquerra pel Dr. finès Sakari Orava. Va obtenir l'alta mèdica el 2 de gener de 2018, però un parell de setmanes després, es va tornar a lesionar ell sol contra la Reial Societat i va tornar a estar de baixa per quatre setmanes.
El 14 de març de 2018, Dembélé va marcar el primer gol pel Barcelona, el segon en una victòria per 3–0 en el partit de tornada de setzens de final de la Champions League contra el Chelsea FC. El 17 d'abril, va marcar el primer gol en lliga pel Barça, el primer del partit, que finalitzà 2–2 contra el Celta de Vigo. El 9 de maig, Dembélé va marcar el primer doblet de la seva carrera com a blaugrana, en una victòria per 5-1 a casa contra el Vila-real CF. Dembélé va guanyar la Copa del rei i la lliga en la seva primera temporada, i va marcar quatre gols en 24 partits en totes les competicions.

#### Temporada 2018-2019
El 12 d'agost de 2018, Dembélé va marcar el gol de la victòria contra el Sevilla FC a la Supercopa d'Espanya, en un partit que acabà 2–1 i permeté el Barça guanyar el seu 13è títol de Supercopa. Va inaugurar el seu compte de gols a la temporada en lliga tot marcant l'únic gol del partit contra el Reial Valladolid, el 25 d'agost, a l'Estadi José Zorrilla. Una setmana després, el 2 de setembre, Dembélé va marcar el seu primer gol a casa, en un partit en què els blaugrana varen passar per sobre de la SD Huesca, acabada d'ascendir, per 8–2. Dembélé va tornar a marcar en el següent partit, el 15 de setembre, en una victòria per 2–1 a fora contra la Reial Societat a Anoeta. El 18 de setembre, Dembélé marcà el seu primer gol en Champions League de la temporada, ajudant el Barça a vèncer el PSV Eindhoven 4–0 al Camp Nou. Entrant com a suplent contra el Reial Madrid CF, el 28 d'octubre, Dembélé va assisir Arturo Vidal en el darrer gol del partit d'una victòria per 5–1 a casa. Tot just una setmana després, també sortint des de la banqueta, va contribuir a la remuntada contra el Rayo Vallecano, marcant el 2–2 de l'empat al minut 87.
L'11 d'octubre va marcar un remarcable gol en solitari contra el Tottenham superant molts defenses, acabant amb una rematada suau amb l'esquerra per superar Hugo Lloris. Mercès a aquest gol va guanyar el premi de Gol de la setmana de la UEFA Champions League. Després del partit, l'entrenador del Barça Ernesto Valverde va destacar que hi havia pocs jugadors amb el seu talent.
El seu segon doblet pels blaugrana va arribar a principis de l'any 2019, en partit contra el Llevant UE. Dembélé va marcar als minuts 31 i 32, quan el Barça guanyava per tres a zero. Lionel Messi en va marcar un altre, que va permetre l'equip avançar ronda en la Copa del Rei.
El tercer gol de Dembélé en Champions League va arribar el 13 de març en una victòria per 5–1 contra l'Olympique de Lió al Camp Nou, quan va marcar el darrer gol del partit amb una assisència de Messi.

#### Temporada 2019-2020
Dembélé es va lesionar a la cama esquerra en el partit inaugural de la temporada 2019–20, una derrota per 0–1 contra l'Athletic Club, i es va pronosticar la seva baixa per cinc setmanes. El febrer de 2020, forçant la recuperació, va recaure, va necessitar cirurgia, i es va pronosticar una nova baixa per sis mesos. Això implicava, tot i l'ampliació de la temporada a causa de la pandèmia de Covid19, que es perdria la resta de la temporada.

#### Temporada 2020-2021
El 27 de setembre de 2020 va reaparèixer al minut 69 de la victòria per 4-0 sobre el Vila-real CF en Lliga, deu mesos exactes després del seu darrer partit oficial com a blaugrana. Els primers gols de la temporada els va marcar a la Lliga de Campions contra el Ferencváros TC i la Juventus FC
El primer gol a la lliga 2020-21 el marcà a la novena jornada contra el Real Betis Balompié que va peretre obrir el marcador en una victòria per 5-2. El 2 de desembre va marcar en una victòria per 0-3 sobre el Ferencváros a la Champions. El 14 de febrer de 2021, en partit de lliga contra el Deportivo Alavés, va arribar als 100 partits disputats amb la samarreta blaugrana.

#### Temporada 2021-2022
El 10 de maig de 2022, Dembélé va donar dues assistències en una victòria a casa per 3–1 contra el Celta de Vigo, que foren la 10a i 11a en lliga de 2022. Acabaria la la temporada com a màxim assistent de la competició, amb 13. La temporada va acabar sense que Dembelé renovés el seu contracte, malgrat les llargues negociacions, de manera que va quedar oficialment desvinculat del club i va esdevenir agent lliure.

#### Nou contracte. Temporada 2022-2023
El 14 de juliol de 2022, Dembélé va signar un nou contracte amb al Barça fins al 30 de juny de 2024.

### Paris Saint-Germain
El 12 d'agost de 2023, Dembélé es va incorporar al Paris Saint-Germain de la Ligue 1 amb un contracte fins al juny de 2028, per una quota de 50,4 milions d'euros. Inicialment li van assignar la samarreta número 23, però va passar a la número 10 després que marxés Neymar del club. El 20 d'agost, Dembélé va fer el seu debut al PSG, entrant com a substitut en un empat a 1 contra el Toulouse FC. El 24 de setembre, va aconseguir el seu primer gol amb el PSG, proporcionant l'assistència per al primer gol de Gonçalo Ramos en una victòria per 4-0 a Le Classique contra l'Olympique de Marsella. El 24 de novembre, Dembélé va marcar el seu primer gol amb el club en una victòria per 5-2 a casa davant l'AS Monaco FC.

## Internacional
Dembélé fou convocat amb la selecció francesa de futbol absoluta per primer cop per jugar contra Itàlia i Belarús l'agost de 2016 després que Alexandre Lacazette i Nabil Fekir fossin descartats per lesió. Va debutar-hi l'1 de setembre contra els darrers, en partit amistós, a l'Stadio San Nicola, substituint Antoine Griezmann els darrers 27 minuts en una victòria per 3–1.
El 13 de juny de 2017, Dembélé va marcar el seu primer gol amb França en una victòria en partit amistós per 3–2 contra Anglaterra.

## Estadístiques

### Club
A l'últim partit jugat el 28 de gener de 2023
| Club              | Temporada     | Lliga                  | Lliga   | Lliga | Copa    | Copa | Copa de la lliga | Copa de la lliga | Champions League | Champions League | Altres  | Altres | Total   | Total |
| Club              | Temporada     | Divisió                | Partits | Gols  | Partits | Gols | Partits          | Gols             | Partits          | Gols             | Partits | Gols   | Partits | Gols  |
| ----------------- | ------------- | ---------------------- | ------- | ----- | ------- | ---- | ---------------- | ---------------- | ---------------- | ---------------- | ------- | ------ | ------- | ----- |
| Rennes II         | 2014–15       | Championnat National 2 | 18      | 3     | —       | —    | —                | —                | —                | —                | —       | —      | 18      | 13    |
| Rennes II         | 2015–16       | Championnat National 2 | 4       | 0     | —       | —    | —                | —                | —                | —                | —       | —      | 4       | 0     |
| Rennes II         | Total         | Total                  | 22      | 13    | —       | —    | —                | —                | —                | —                | —       | —      | 22      | 13    |
| Stade Rennais FC  | 2015–16       | Ligue 1                | 26      | 12    | 2       | 0    | 1                | 0                | —                | —                | —       | —      | 29      | 12    |
| Stade Rennais FC  | Total         | Total                  | 26      | 12    | 2       | 0    | 1                | 0                | —                | —                | —       | —      | 29      | 12    |
| Borussia Dortmund | 2016–17       | Bundesliga             | 32      | 6     | 6       | 2    | —                | —                | 10               | 2                | 1       | 0      | 49      | 10    |
| Borussia Dortmund | 2017–18       | Bundesliga             | 0       | 0     | 0       | 0    | —                | —                | 0                | 0                | 1       | 0      | 1       | 0     |
| Borussia Dortmund | Total         | Total                  | 32      | 6     | 6       | 2    | —                | —                | 10               | 2                | 2       | 0      | 50      | 10    |
| FC Barcelona      | 2017–18       | La Liga                | 17      | 3     | 3       | 0    | —                | —                | 3                | 1                | —       | —      | 23      | 4     |
| FC Barcelona      | 2018–19       | La Liga                | 29      | 8     | 4       | 2    | —                | —                | 8                | 3                | 1       | 1      | 42      | 14    |
| FC Barcelona      | 2019–20       | La Liga                | 5       | 1     | 0       | 0    | —                | —                | 4                | 0                | 0       | 0      | 9       | 1     |
| FC Barcelona      | 2020–21       | La Liga                | 30      | 6     | 6       | 2    | —                | —                | 6                | 3                | 2       | 0      | 44      | 11    |
| FC Barcelona      | 2021-22       | La Liga                | 21      | 1     | 1       | 1    | —                | —                | 9                | 0                | 1       | 0      | 32      | 2     |
| FC Barcelona      | 2022-23       | La Liga                | 18      | 5     | 2       | 2    | —                | —                | 6                | 1                | 2       | 0      | 28      | 8     |
| FC Barcelona      | Total         | Total                  | 120     | 24    | 16      | 7    | —                | —                | 36               | 8                | 6       | 1      | 178     | 40    |
| Total carrera     | Total carrera | Total carrera          | 200     | 55    | 24      | 9    | 1                | 0                | 46               | 10               | 8       | 1      | 279     | 75    |

### Internacional
A l'últim partit jugat el 18 de desembre de 2022
| Selecció | Any   | Partits | Gols |
| -------- | ----- | ------- | ---- |
| França   | 2016  | 3       | 0    |
| França   | 2017  | 4       | 1    |
| França   | 2018  | 14      | 1    |
| França   | 2019  | 0       | 0    |
| França   | 2020  | 0       | 0    |
| França   | 2021  | 6       | 2    |
| França   | 2022  | 8       | 0    |
| França   | 2023  | 0       | 0    |
| Total    | Total | 35      | 4    |

#### Gols internacionals
Els gols de França són en primer lloc.
| # | Data         | Seu                                  | Partit | Oponent    | Gol | Resultat | Competició                              |
| - | ------------ | ------------------------------------ | ------ | ---------- | --- | -------- | --------------------------------------- |
| 1 | 13 juny 2017 | Stade de France, Saint-Denis, França | 7      | Anglaterra | 3–2 | 3–2      | Amistós                                 |
| 2 | 1 juny 2018  | Allianz Riviera, França              | 11     | Itàlia     | 3-1 | 3-1      | Amistós                                 |
| 3 | 28 març 2021 | Astana Arena, Kazakhstan             | 23     | Kazakhstan | 0-1 | 0-2      | Clasificatoria per la copa del món 2022 |
| 4 | 2 juny 2021  | Allianz Riviera, França              | 24     | Gal·les    | 3-0 | 3-0      | Amistós                                 |

## Palmarès

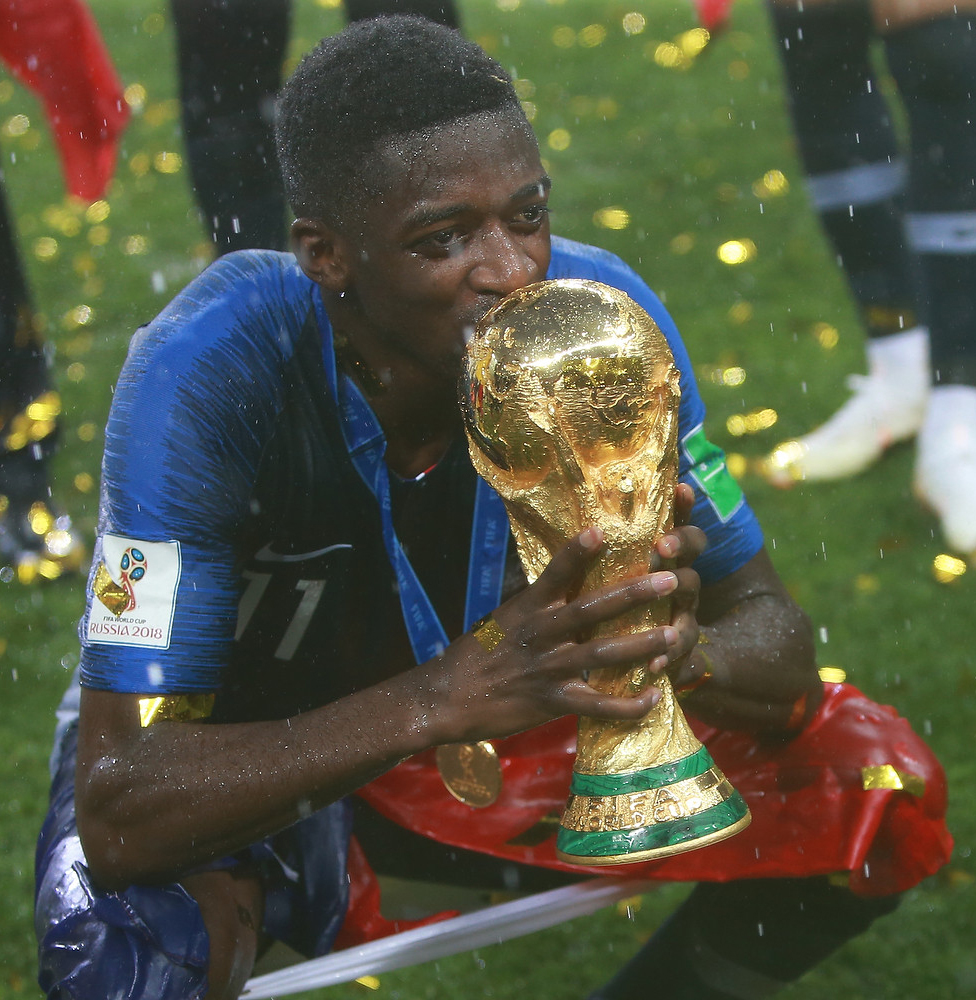
Dembélé amb el trofeu de la Copa del món de futbol

### Club
Borussia Dortmund
- DFB-Pokal: 2016–17

FC Barcelona
- 3 Lligues espanyoles: 2017-18,[79] 2018-19 i 2022-23[80]
- 2 Copes del Rei: 2017-18[81] i 2020–21[82]
- 2 Supercopes d'Espanya: 2018,[83] 2023[84]

París Saint-Germain FC
- Ligue 1: 2023-24[85]
- Copa francesa: 2023-24[86]
- 2 Supercopes franceses: 2023[87] i 2024[88]

### Internacional
Selecció francesa
- Copa del Món: 2018

### Individual
- UNFP Ligue 1 Millor Jugador Jove de l'Any: 2015–16[89]
- Lliga de Campions de la UEFA Breakthrough XI: 2016[90]
- Jugador del mes de la UNFP: març 2016
- Millor debutant de la temporada a la Bundesliga 2016–17[17]
- Equip de la temporada a la Bundesliga: 2016–17[16]
- Millor Jugador del partit a la final de la DFB Pokal 2017[15]

## Vida personal
La mare de Dembélé té orígens mauritans i senegalesos, mentre que el seu pare és de Mali.